# Jukundusz
A Jukundusz latin eredetű férfinév, jelentése: kellemes (ember).

## Gyakorisága
Az 1990-es években szórványos név, a 2000-es években nem szerepel a 100 leggyakoribb férfinév között.

## Névnapok
- január 8.[2]
- május 29.[2]